# Sūtra illustré des Causes et des Effets
Le Sūtra illustré des Causes et des Effets (絵因果経, E inga kyō), aussi traduit en Sūtra illustré des Causes et des Effets dans le Passé et le Présent ou Sūtra illustré de l’enchainement de la vie passée et des causes présentes ou encore, plus simplement Sūtra illustré de la causalité, est un emaki japonais datant du VIIIe siècle (époque de Nara). D’inspiration chinoise, il s’agit du plus ancien emaki conservé de nos jours. Le rouleau transmet par le texte et l’image le Sūtra des causes et des effets, qui raconte la vie du Bouddha historique jusqu’à son Éveil.

## Historique

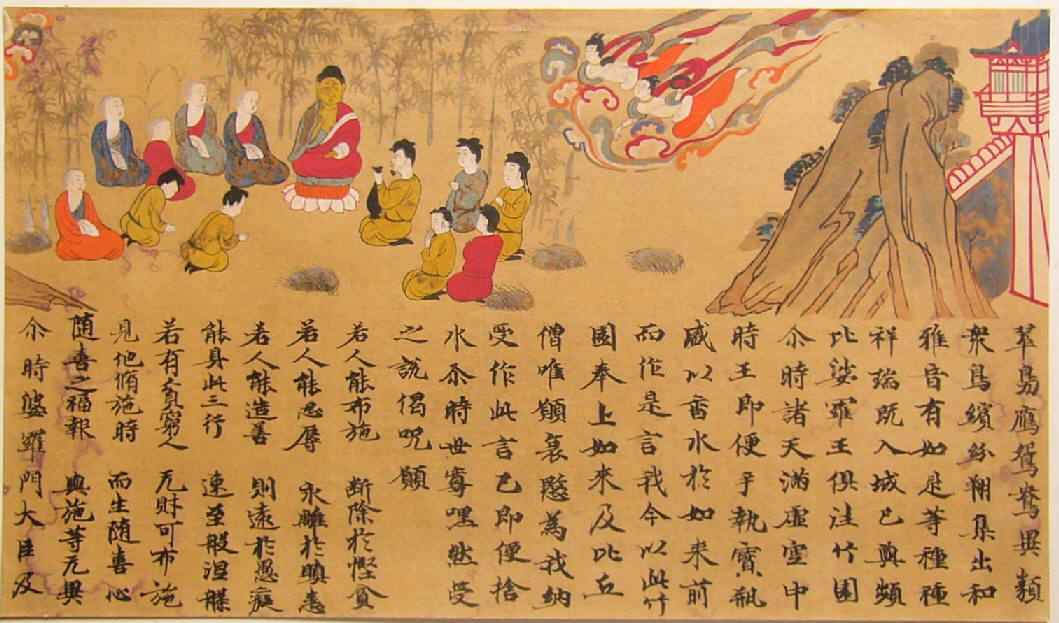
Extrait du rouleau de l’université des Arts de Tōkyō.

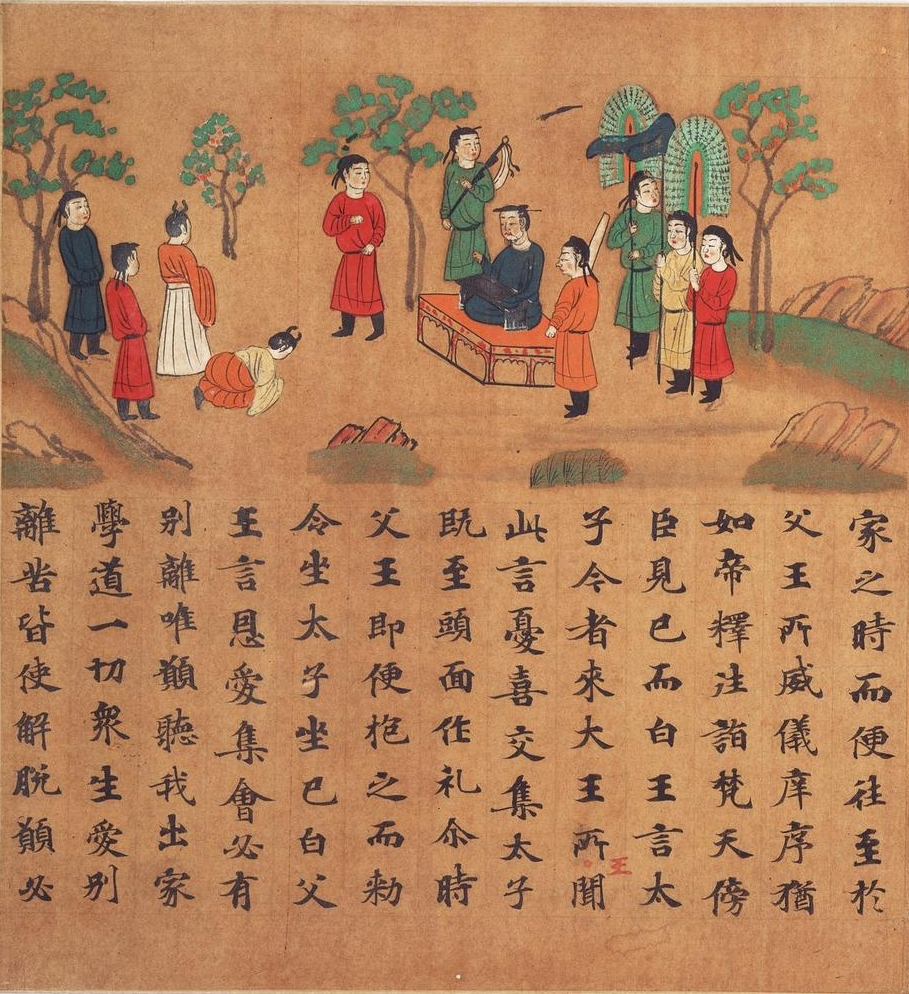
Extrait du rouleau du Jōbon Rendai-ji exposé au musée national de Nara. Ici le prince demande à son père la permission de devenir prêtre, après avoir découvert la dureté du monde extérieur.

L’E inga kyō est connu de nos jours pour être le plus ancien emaki conservé et le premier exemple de sūtra illustré au Japon. Il date en effet du milieu du VIIIe siècle à l’époque de Nara. Les prémices de l’art des rouleaux narratifs peints se situent en Chine et en Inde vers environ le IVe siècle apr. J.-C., bien que des origines plus anciennes encore peuvent être soulignées. Le développement du bouddhisme et des rapports diplomatiques avec l’empire de Chine et la Corée influence profondément la société et l’art japonais. Ici, l’E inga kyō imite un rouleau chinois similaire par le thème et la forme du VIe siècle. Selon P. C. Swan, l’œuvre est probablement du fait d’un atelier de peintres attaché à un temple bouddhique, dont la production était alors importante.
De nos jours demeurent plusieurs versions incomplètes de l’emaki, dont un rouleau entreposé au temple Jōbon Rendai-ji de Kyōto, un au Hōon-in du Daigo-ji de Kyōto et un à l’université des Arts de Tōkyō, mais d’autres copies existent en partie toujours dans diverses collections. Toutes ces œuvres devaient vraisemblablement se composer de huit rouleaux en tout. La comparaison des styles de ces copies montre que les plus anciennes ont été peintes les unes après les autres, approximativement entre 730 et 753 ; plusieurs documents officiels datant de 753 à 756 font en effet mentions d’au moins trois versions du sūtra illustré. Un journal intime de 1528 indique quant à lui la date de 735, qui coïncide à peu près avec la création des postes de copistes (voir ci-dessous).
Le contenu illustre donc le sūtra des causes et des effets dans le passé et le présent (過去現在因果経, Kako genzai inga kyō), écrit au IIIe siècle en Inde et traduit en chinois au Ve. Il raconte principalement la vie du Bouddha historique (Siddhārtha Gautama) et la façon dont il atteignit l’illumination ; les peintures permettent surtout d’expliciter les textes religieux auprès du peuple. Plusieurs anecdotes de la vie de Siddhārtha, issu d’une famille princière en Inde, y sont présentées, comme ses activités de jeune prince, sa découverte de la misère du monde extérieur, ou sa fuite du palais pour expérimenter la méditation solitaire. À la fin, il résiste à la tentation de Māra, le roi du Mal, et atteint l’illumination par la méditation.
Les rouleaux entreposés au Jōbon Rendai-ji et au Hōon-in ont été désignés trésors nationaux du Japon.

## Style et composition

### Peintures

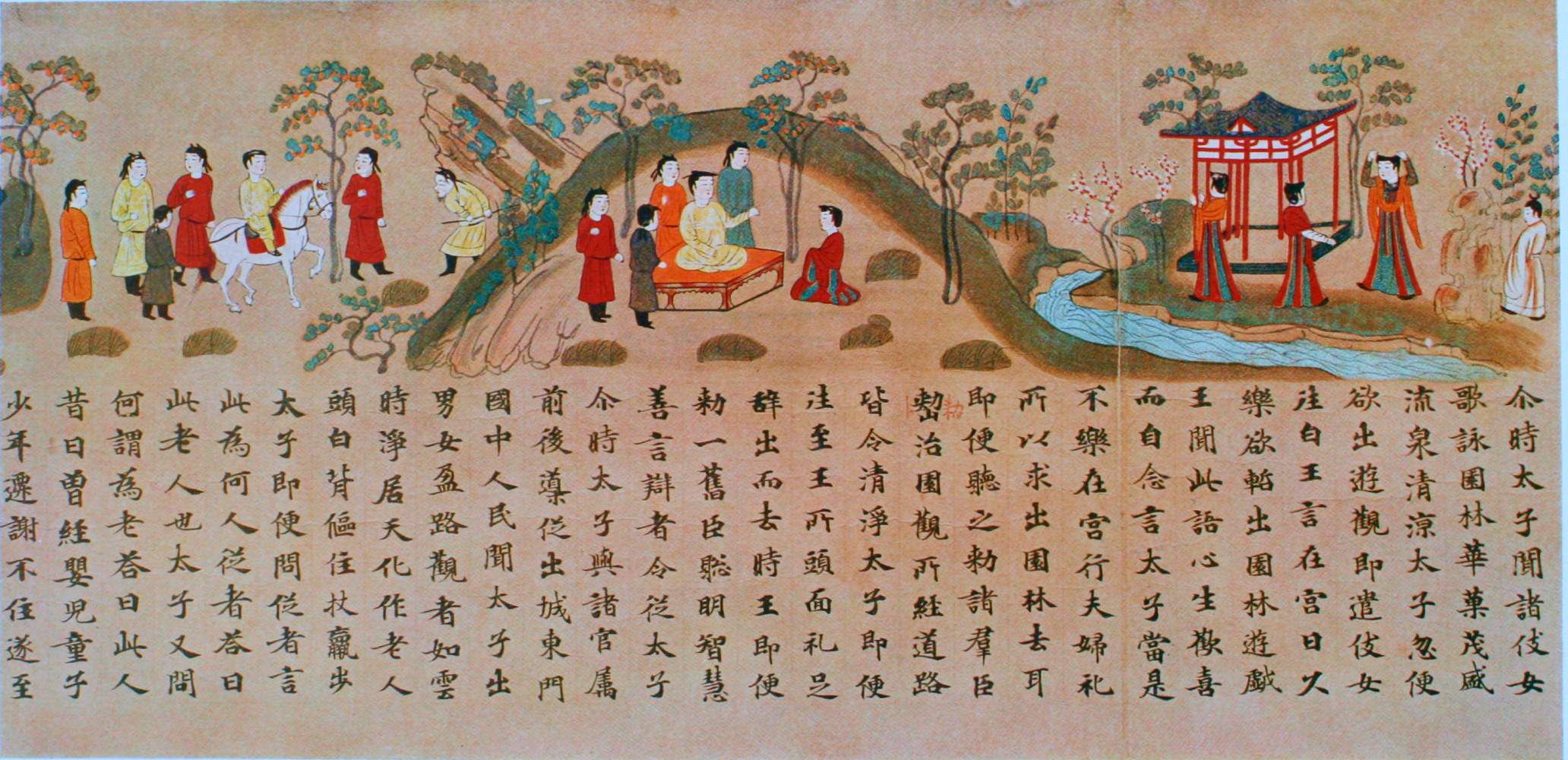
Extrait du rouleau du Jōbon Rendai-ji. On note à droite un cours d’eau servant de transition entre deux scènes.

L’art de l’époque de Nara apparaît très influencé par la Chine, de même que l’E inga kyō qui imite d’ailleurs un rouleau chinois plus ancien ; certains spécialistes catégorisent ce genre de peinture comme kyō-e (« illustrations des sūtras »). La peinture, naïve et colorée, s’inscrit dans un style des Six Dynasties (220–589) (en particulier les dynasties Sui et Wei du Nord), voir Tang primitif,. La technique est donc sans prétention, notamment de par les paysages et les édifices simplifiés, où l’influence de la Chine et d’Asie se ressent de nouveau ; de même, les costumes et éléments architecturaux sont typiquement de facture chinoise. Toutefois, la couleur vive privilégiant le rouge, vert, bleu, blanc et jaune témoigne déjà d’une certaine sensibilité japonaise, ainsi que la mise en scène de certains passages qui diverge des originaux continentaux,. Akiyama Terukazu note de discrètes variations de style selon les versions : ainsi, le rouleau du Hōon-in reste fidèle au trait chinois parfois rude, alors que celui du Jōbon Rendai-ji apparaît un peu plus libre et délicat.
La composition reste quant à elle particulière dans l’art des emaki, puisque la peinture se présente comme une longue frise continue en haut du rouleau illustrant le texte calligraphié en dessous. Par la suite, les rouleaux japonais abandonneront ce type de composition. Ce format requiert un travail astucieux de la part de l’artiste pour effectuer les transitions entre scènes, par exemple en intercalant des paysages, des cours d’eau, des éléments d’architecture, etc., ainsi que parfois des séparations par compartiment pour illustrer un épisode particulier.

### Calligraphies

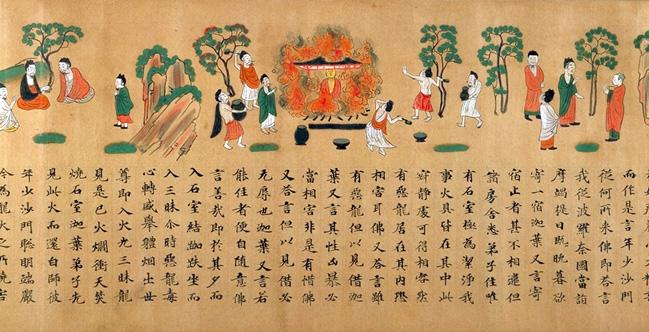
Extrait du rouleau du musée d'art MOA.

Les textes ont tous été rédigés en colonnes de huit caractères, parfois par plusieurs artistes ; le rouleau du Hōon-in précise à la fin qu’il est dû à « un jeune copiste du huitième rang du Bureau des copistes », poste créé environ en 730 selon des documents officiels. Les caractères chinois utilisés sont du style kaisho (régulier), employés sous la dynastie Tang.

## Influence et postérité
Bien que d’autres rouleaux aient pu disparaître depuis, l’E inga kyō préfigure déjà de l’âge d’or des emaki du yamato-e qui surviendra bien plus tard aux XII et XIIIes siècles (époque de Heian et de Kamakura),. Il fut d’ailleurs repris ou copié de nombreuses fois durant cette période (notamment un emaki du peintre Keinin en 1254), œuvres que l’on regroupe parfois sous le nom de Shin inga kyō (新因果経, Nouvelles illustrations du sūtra des causes et des effets).
En outre, peu de peintures de l’époque de Nara nous sont parvenues, et les différentes versions de cet emaki donnent quelques indications sur le fonctionnement des ateliers de peintres d’alors.

### Sources et références
1. 1 2 3 4 5  Christine Shimizu, L’art japonais, Flammarion, coll. « Tout l’art », 2001, 448 p. (ISBN 978-2-08-013701-2), p. 85-86
2. 1 2 3  (en) Louis Frédéric, Japan encyclopedia, Harvard University Press, 2005 (ISBN 0-674-01753-6, lire en ligne), p. 456
3. 1 2 3  Peter Charles Swann (trad. Marie Tadié), Japon : de l’époque Jomōn à l’époque des Tokugawa, Paris, Albin Michel, coll. « L’art dans le monde », 1967, p. 62-63
4. ↑  Okudaira   1973, p. 99-107
5. 1 2  (en) « E-ingakyou », JAANUS/Japanese Architecture and Art Net Users System (consulté le 10 juin 2011)
6. 1 2 3  Akiyama Terukazu, La peinture japonaise, vol. 3, Skira, coll. « Les Trésors de l’Asie, Skira-Flammarion », 1977 (ISBN 978-2-605-00094-4), p. 28-29
7. ↑  (en) Patricia Eichenbaum Karetzky, Early Buddhist narrative art : Illustrations of the life of the Buddha from Central Asia to China, Korea, and Japan, University Press of America, 2000, 249 p. (ISBN 978-0-7618-1671-3, lire en ligne), p. 157-158
8. ↑  Bernard Frank, Dieux et bouddhas au Japon, Odile Jacob, 2000, 462 p. (ISBN 978-2-7381-0824-1, lire en ligne), p. 326-327
9. 1 2 3  Miyeko Murase (trad. de l'anglais), L’art du Japon, Paris, Éditions LGF - Livre de Poche, coll. « La Pochothèque », 1996, 414 p. (ISBN 2-253-13054-0), p. 67
10. 1 2  Karetzky   2000, p. 159, 169-170
11. ↑  Théo Lésoualc’h, La Peinture japonaise, vol. 25, Lausanne, Éditions Rencontre, coll. « Histoire générale de la peinture », 1967, p. 28-29
12. ↑  Grilli   1962, p. 7
13. 1 2  (en) Eikei Akao, « The Illustrated Sutra of Cause and Effect from Jobon Rendai-ji Temple in Kyoto », musée national de Kyōto, 9 mai 1998 (consulté le 10 juin 2011)
14. ↑  « Sûtra illustré de la Causalité », Institut national pour l’héritage culturel du Japon (consulté le 10 juin 2011)